# Raposa-do-campo
A raposa-do-campo, raposinha-do-campo, jaguamitinga ou jaguapitanga (nome científico: Lycalopex vetulus), é um canídeo endêmico do Brasil, que habita os campos e cerrados em uma área de distribuição que inclui o Mato Grosso, Mato Grosso do Sul, Goiás, Minas Gerais e São Paulo, partes do Tocantins, Bahia, e uma pequena área entre Piauí, Ceará e Paraíba.
Apesar de seu nome, elas não são raposas verdadeiras (gênero Vulpes), sendo pertencentes ao gênero Lycalopex, um gênero de canídeos relacionados mais aos lobos-guará, cachorros-do-mato e cachorros-vinagre. Se assemelham a raposas devido à evolução convergente. Intrigantemente, apesar de um dos animais mais primitivos do gênero, seu parente vivo mais próximo é a raposa-de-Darwin (Lycalopex fulvipes), atualmente bem distante de sua zona de distribuição.

## Distribuição e habitat
A raposa-do-campo é endêmica do Brasil e sua distribuição geográfica está associada aos limites do ecossistema do Cerrado, em uma faixa de altitude de 90–1 100 milímetros. No entanto, também pode ser encontrada em zonas de transição, incluindo habitats abertos no Pantanal. A ocorrência da raposa-do-campo em áreas da Mata Atlântica está em uma matriz de pastagens antrópicas, intercaladas regionalmente por remanescentes de floresta semidecídua e pequenas manchas de Cerrado.
A extensão atual estende-se do nordeste e oeste do São Paulo ao norte do Piauí, passando pelos estados de Ceará, Mato Grosso do Sul, Mato Grosso, Goiás, Distrito Federal, Minas Gerais, Tocantins, Bahia e provavelmente áreas abertas das regiões do sul do Maranhão e estados de Rondônia.

## Descrição
As raposas são pequenas, com focinho curto, dentes pequenos, pelagem curta e membros delgados. Sua pele é de cor acinzentada, com uma parte inferior do corpo creme ou fulva. A cauda é preta na ponta com uma listra escura marcada ao longo da superfície superior, que em animais machos pode se estender ao longo das costas até a nuca. As orelhas e patas são levemente avermelhadas e a mandíbula inferior é preta. Alguns indivíduos melanísticos também foram relatados.
As raposas têm um crânio pequeno, com carniceiros reduzidos e molares largos. É pequena para uma raposa, pesando apenas 3–4 quilos, com cabeça e comprimento do corpo de 58–72 centímetros e cauda de 25–36 centímetros.

## Comportamento e dieta
A raposa-do-campo é onívora, utilizando cupins como a base de sua alimentação, além de besouros, gafanhotos e, conforme a disponibilidade no ambiente e a estação, frutos silvestres e exóticos, pequenos mamíferos, lagartos, cobras, anuros e aves. Os cupins do gênero Syntermes são sua principal fonte de alimento e são encontrados em cerca de 89,5% de suas fezes.
É um animal muito atento e percebe tudo o que ocorre ao seu redor. A visão, a audição e o olfato são bastante desenvolvidos. A raposa-do-campo é mais ativa à noite, com um padrão de atividade crepuscular-noturno. Ocorre em simpatria com outros canídeos brasileiros como o cachorro-do-mato (Cerdocyon thous) e o lobo-guará (Chrysocyon brachyurus).  As raposas-do-campo são solitárias e tímidas, mas defendem agressivamente seus filhotes.

## Reprodução
As raposas-do-campo são monogâmicas, formando pares reprodutivos durante a estação de acasalamento que permanecem juntos durante a criação dos filhotes. O período de gestação é de cerca de 50 dias, após o qual a fêmea dá à luz uma ninhada de 1 a 5 filhotes, frequentemente nascidos entre julho e agosto. Raposas vivas costumam usar tocas de tatu abandonadas para criar seus filhotes.
Observações diretas relatam interações sociais entre os membros do grupo familiar (macho, fêmea e prole sazonal), com contato mais intenso entre machos e fêmeas durante os primeiros quatro meses de vida da prole. Diferente de outras espécies de canídeos, os machos são responsáveis por levar comida e pajear filhotes, além de defender o grupo de possíveis agressores, enquanto a fêmea passa as noites se alimentando e amamentando os pequenos entre intervalos que podem durar horas. A dispersão juvenil ocorre entre nove e dez meses de idade, quando começam a estabelecer seus próprios territórios.

## Conservação
As raposas-do-campo são endêmicas do Cerrado brasileiro, que está sob forte pressão antrópica e com menos de 20% de sua área original intacta. É uma espécie pouco conhecida e pouco estudada. O número estimado de indivíduos maduros é 9 840–19 200. As maiores ameaças à conservação da raposa-do-campo são a fragmentação e destruição de seu hábitat, e outros efeitos negativos diretos e indiretos causados pela ação humana, como atropelamentos, doenças, retaliação à suspeita de predação de aves domésticas e alta mortalidade de filhotes/juvenis, especialmente em regiões desprotegidas. O declínio populacional deve, em uma estimativa conservadora, ter sido de pelo menos 30% nos últimos 15 anos.
Outras ameaças são os ataques por cães domésticos e a perseguição direta pelo homem, em virtude da percepção errônea de que as raposas-do-campo atacam animais domésticos, principalmente galinhas, apesar de aves domésticas serem pouco frequentes ou ausentes na dieta da espécie. Quase 50% das mortes desses animais fora de unidades de conservação são de causa humana. A raposa-do-campo é classificada como espécie quase ameaçada na Lista Vermelha da União Internacional para a Conservação da Natureza (UICN). Na lista nacional, a espécie é classificada como Vulnerável.